# Neptosternus oberthueri
Neptosternus oberthueri är en skalbaggsart som beskrevs av Régimbart 1903. Neptosternus oberthueri ingår i släktet Neptosternus och familjen dykare. Inga underarter finns listade i Catalogue of Life.